# Antiguo túnel de Tetuán
El antiguo túnel de Tetuán, también conocido como túnel de La Cañía y oficialmente como túnel del Tren de Pombo, es un paso subterráneo de finales del siglo XIX, originalmente ferroviario, que comunica los barrios de Tetuán (Grupo Las Canteras) y de El Sardinero (La Cañía, actual calle Joaquín Costa) en Santander (Cantabria, España). Fue inaugurado en 1892 y reabierto en 2022.

## Descripción
Sus 290 metros de longitud describen una ligera curva bajo el Alto de Miranda. Posee una anchura de 3,8 m y una altura de entre 3,30 y 3,70 metros. La bóveda está construida, según el tramo, en ladrillo y en sillería de piedra caliza y arenisca. En su interior existen seis apartaderos y en la parte superior de cada boca hay un escudo con las iniciales «TVS» («Tranvía de Vapor de El Sardinero»). También a ambos extremos del túnel se encuentran muros de contención realizados cuando se excavaron las trincheras que daban acceso a las bocas, pues las dos entradas se hallan bajo el nivel de la calle. En el caso de la zona de El Sardinero, existe un paso elevado de 10 m de largo y 5 de alto realizado en la misma época que el túnel y que permitía cruzar la trinchera y acceder más fácilmente a un pequeño apeadero.
El interior se encuentra iluminado, dispone de bocas de riego para su limpieza, detectores de gases destinados a garantizar la seguridad de los viandantes y está vigilado mediante 10 cámaras de seguridad. El horario de uso es de 7:00 a 24:00, hora en que se avisa del cierre de puertas a través de los 14 altavoces existentes en su interior.

## Historia

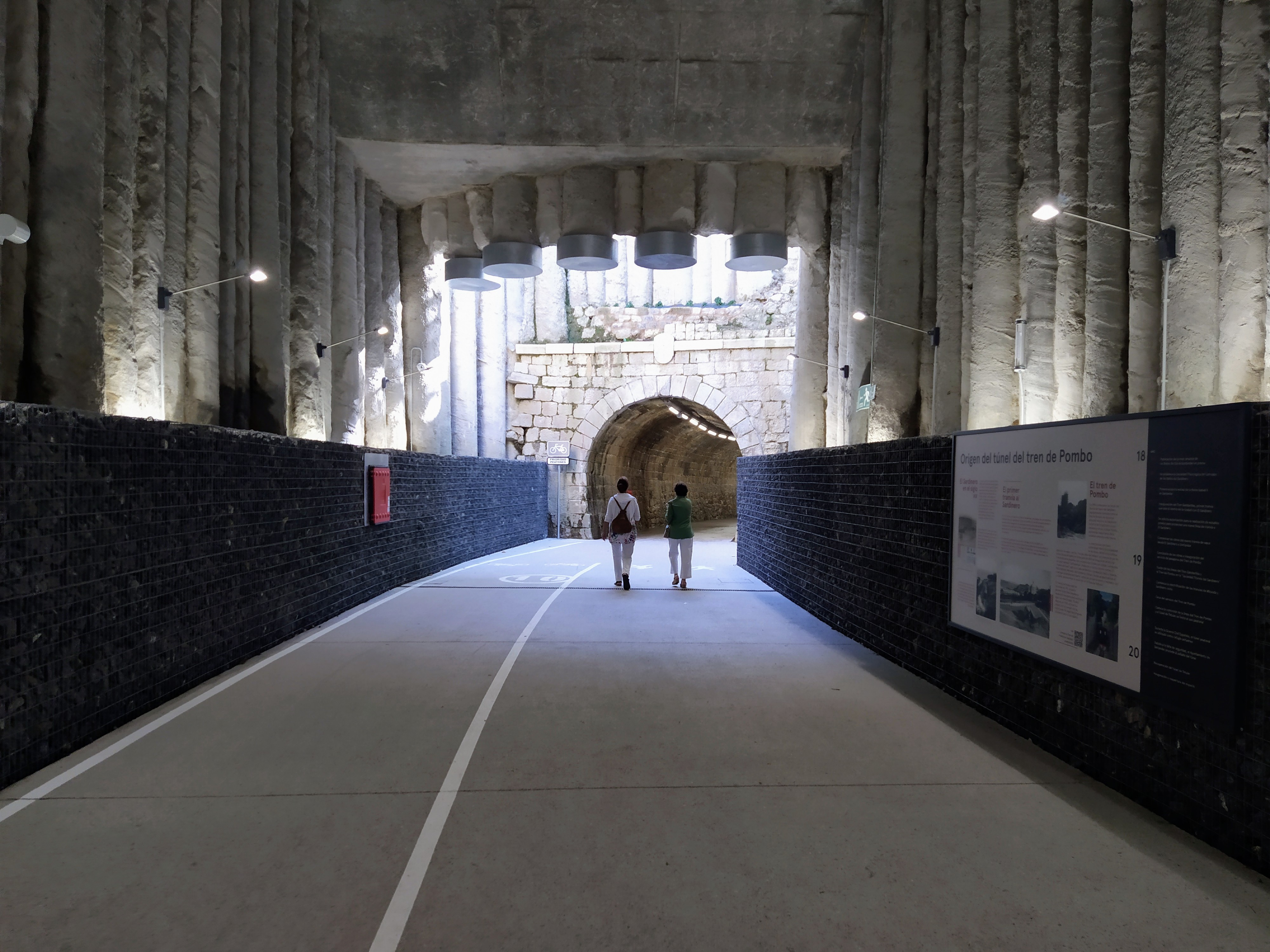
El falso túnel con el foso de pilotes previo a la boca de acceso de El Sardinero es utilizado como espacio expositivo, con paneles informativos sobre el origen del túnel y las obras de recuperación.

El 3 de octubre de 1890 comenzaron los trabajos para la perforación del túnel por ambas bocas, siendo abierta cada una de ellas por empresas diferentes. Estos fueron dirigidos inicialmente por el ingeniero Alberto de Corral (quien posteriormente sería autor del último puente de Atarazanas), aunque más tarde fue reemplazado por Narciso Cuevas. Su realización no estuvo exenta de contratiempos, como el trágico fallecimiento de un obrero.
Fue inaugurado en 1892 (las dos partes se unieron el 11 de febrero de ese año, pero las obras no concluyeron hasta el 11 de junio). En los días 13, 16 y 23 de ese último mes se realizaron sendos viajes de prueba y el 24, día de san Juan, se inauguró el servicio al público en homenaje a Juan Pombo Conejo, primer marqués de Casa Pombo y familiar de César y Arturo Pombo, promotores del tranvía que circuló por él (el tren de Pombo, que comunicaba la plaza del Pañuelo —de Italia, actualmente— con la calle Marcelino Sanz de Sautuola). Fue cerrado al tráfico ferroviario a finales de 1911, tras solo diecinueve años de uso, ya que no tenía ni altura ni anchura suficiente para que el tranvía que lo recorría fuese electrificado ni para que pudiera colocarse una segunda vía, algo indispensable para competir con las demás empresas que llevaban viajeros a El Sardinero sobre raíles, como el tren de Gandarillas. Hubo en este momento un proyecto de adaptarlo a la circulación de peatones y vehículos que no prosperó. La concesión finalmente caducó en 1917.
Más adelante, durante la Guerra Civil, se usó como refugio antiaéreo (es posible que llegaran a construirse muros para atenuar la onda expansiva de las bombas) y en los años 1950 se volvió a abrir como paso peatonal, pero el constante vandalismo contra la iluminación terminó con el interés del Ayuntamiento en mantenerlo. Alrededor de 1970, al encontrarse su interior en mal estado, sus bocas fueron cegadas por motivos de salubridad y seguridad y en 1986 se tapó el agujero resultante junto a la entrada de El Sardinero por orden del alcalde Juan Hormaechea.

## Reapertura

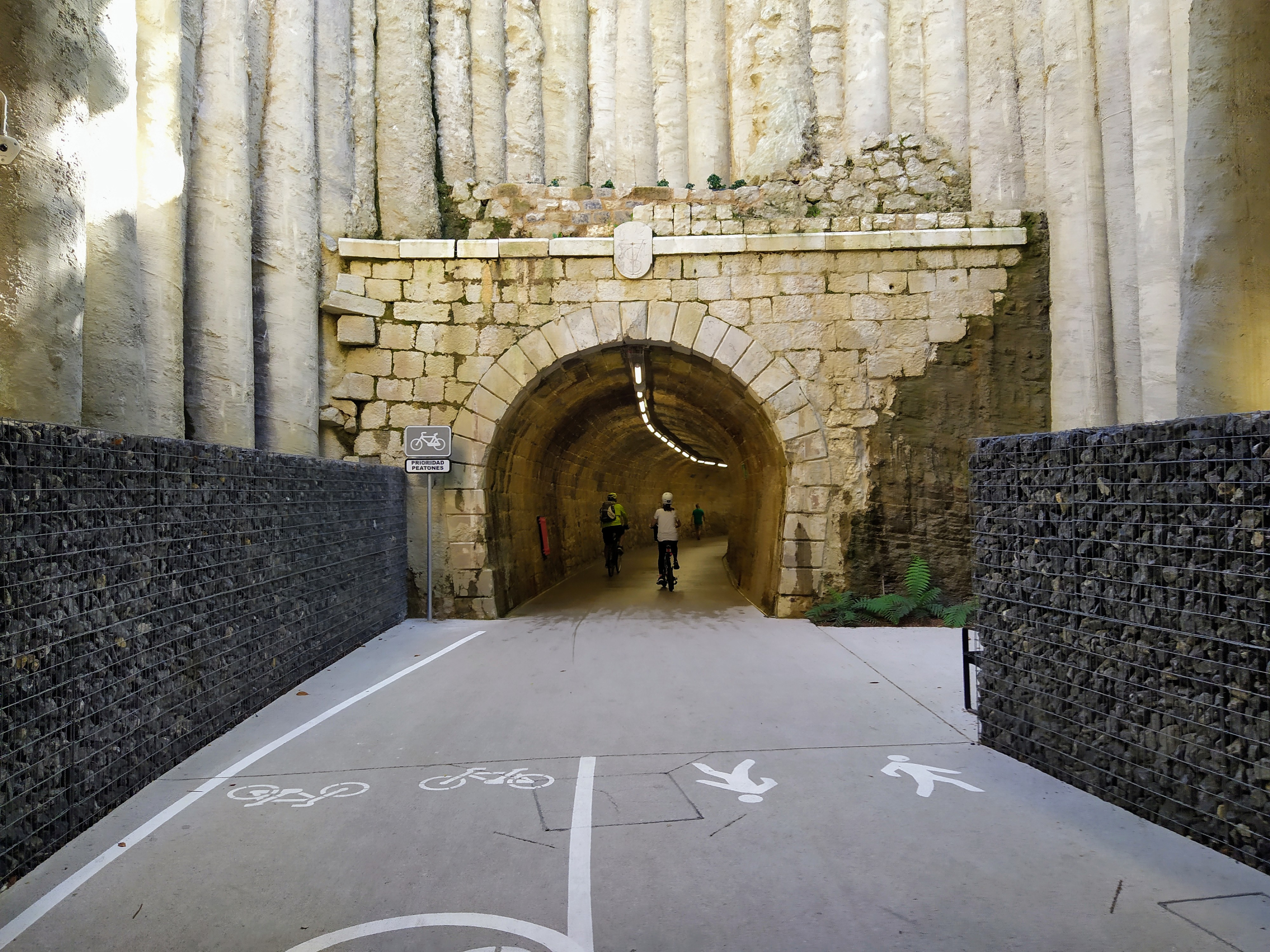
Entrada a la boca nordeste del túnel, en la zona de El Sardinero, tras su restauración. En el sillar central se aprecia el escudo con las iniciales «TVS» («Tranvía de Vapor de El Sardinero»).

La primera propuesta de reabrir el túnel al tránsito de viandantes y ciclistas fue formulada en la primavera de 2013 por Jaime Gómez-Obregón a través del portal municipal de ideas para la ciudad. La sugerencia resultó ganadora y en julio del mismo año el Ayuntamiento de Santander confirmó que estudiaría la viabilidad de llevarla a cabo. La iniciativa fue recibida favorablemente por los vecinos y hosteleros de la zona, que en diciembre de 2016 la hicieron llegar nuevamente al Consistorio.
El 6 de junio de 2017 comenzaron las tareas para volver a sacar a la luz el túnel y para su inspección por parte de técnicos del Ayuntamiento. Tras la apertura de la boca suroeste de Tetuán se comprobó que su interior se encontraba totalmente inundado por aguas subterráneas pero en un aparente buen estado de conservación.

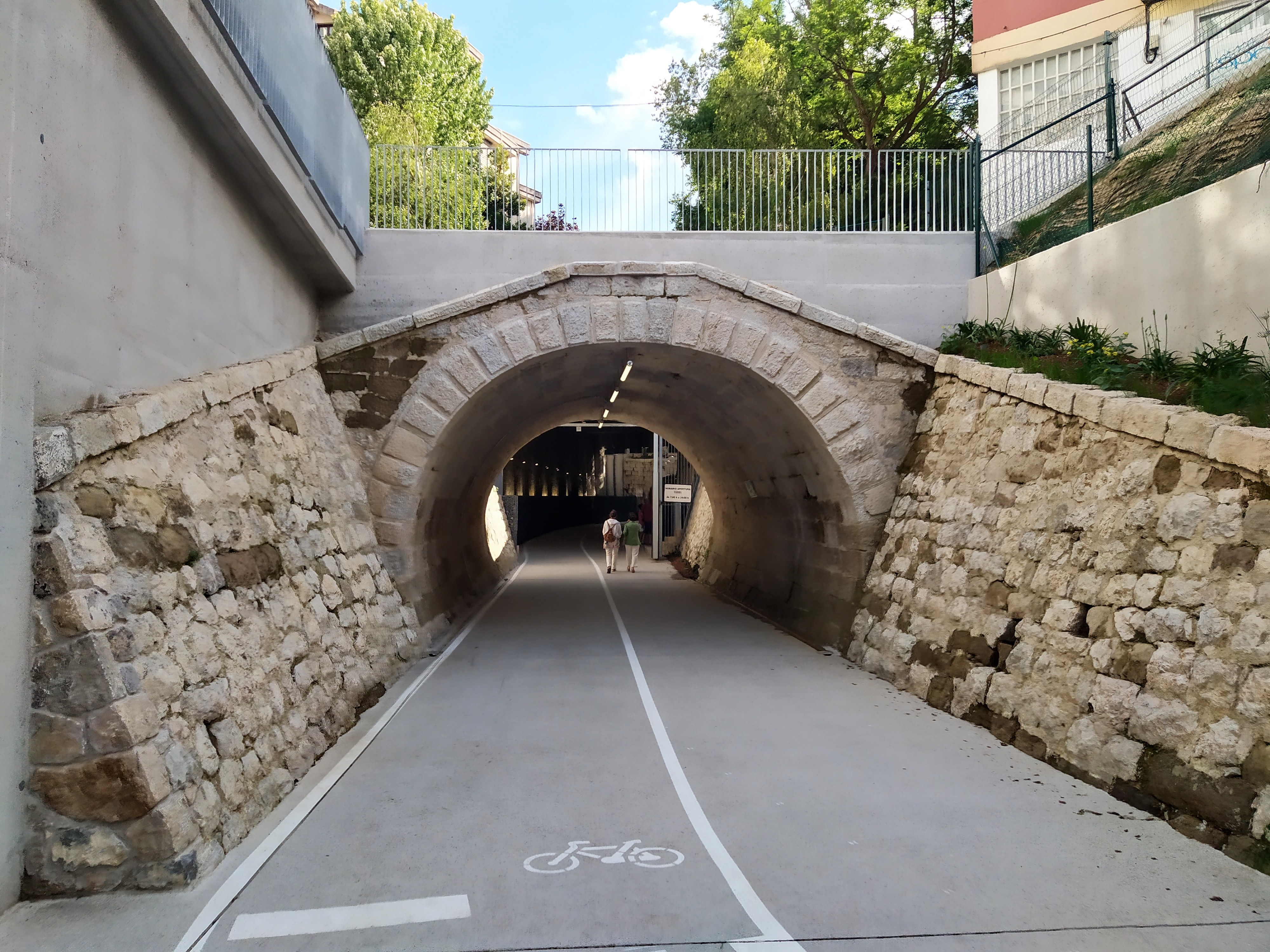
Las obras redescubrieron un antiguo paso elevado próximo a la entrada nordeste del túnel.

A finales de agosto del mismo año, se anunció que el túnel estaría abierto para principios de 2019. Las obras correspondientes, que costarían unos tres millones de euros, deberían comenzar en el verano de 2018. No obstante, con posterioridad, se comunicó que el momento de finalización de las obras tendría lugar a inicios de 2020; finalmente, los trabajos de acondicionamiento empezaron en febrero de este último año contando con un plazo de ejecución de doce meses, por lo que en febrero de 2021 tendría que haber estado abierto. Después de sufrir retrasos, en octubre de 2020 se descubrió la boca nordeste (la de La Cañía) y se informó de que el proyecto terminaría siendo una realidad en el verano de 2021. Sin embargo, los trabajos se volvieron a retrasar debido a, entre otras causas, un derrumbe interior de la bóveda a la altura de la calle Ramón y Cajal, motivado por la presencia de manantiales y que implicó un sobrecoste en los trabajos de 405.000 euros y un nuevo retraso. Finalmente la reapertura del paso subterráneo fue inaugurada el 28 de mayo de 2022.
La estructura se prolongó unos 40 metros en la boca nordeste mediante un amplio falso túnel, donde existe un punto de interpretación sobre la historia del paso subterráneo con posibilidad para celebrar eventos. En este lugar se localizó un viejo apeadero del tranvía y un paso elevado para cruzar la trinchera y para facilitar el acceso al andén que se conservaron. Junto a la boca suroeste, próxima al Grupo Las Canteras, se instaló una zona de ejercicios para personas mayores. Además, se plantaron árboles, se colocó mobiliario urbano y se trazaron nuevas rampas y escaleras. El presupuesto definitivo fue de casi cuatro millones de euros.